# The Invisible Man (film, 2020)
The Invisible Man är en australisk-amerikansk skräckfilm från 2020. Filmen är regisserad av Leigh Whannell som även skrivit manus. Filmen är en modern anpassning av H.G. Wells roman från 1897 med samma namn. 
Filmen hade premiär i Sverige den 28 februari 2020, utgiven av Universal Pictures.

## Handling
Filmen handlar om Cecilia Kass som sitter fast i ett destruktivt förhållande med en välbärgad och framgångsrik vetenskapsman. Med hjälp av bland annat sin syster flyr Kass en natt från mannen och håller sig gömd. När Cecilias våldsamma ex begår självmord får hon ärva en stor del av hans förmögenhet. Kass börjar dock fatta misstanke om att mannen aldrig tagit sitt liv utan fortfarande befinner sig i livet.

## Rollista (i urval)
- Elisabeth Moss – Cecilia Kass
- Oliver Jackson-Cohen – Adrian Griffin
- Aldis Hodge – James Lanier
- Storm Reid – Sydney Lanier
- Harriet Dyer – Emily Kass
- Michael Dorman – Tom Griffin
- Benedict Hardie – Marc